# (35373) 1997 UT25
1997 UT25 (asteroide 35373) é um asteroide da cintura principal. Possui uma excentricidade de 0.21843870 e uma inclinação de 1.25707º.
Este asteroide foi descoberto no dia 25 de outubro de 1997 por Uppsala-DLR Trojan Survey em La Silla.